# 望月ゆみこ
望月 ゆみこ（もちづき ゆみこ、5月25日 - ）は、日本の女性声優、歌手。鳥取県出身。賢プロダクション所属。

## 人物
小・中・高時代は合唱、ピアノ、書道を学んでいた。 ミュージカルで初めて芝居に触れて、声優を目指した。
方言は鳥取弁。特技はPC。趣味は映画鑑賞、ゲーム、庭園、歴史。

## 出演

### テレビアニメ
- 魔神創造伝ワタル（2025年、村人B[2]、女B[3]）

### ゲーム
- ウマ娘 プリティーダービー（2024年 - 2025年、カルストンライトオ）